# КБ-1
Алмаз-Антей (ГСКБ) — Головне системне конструкторське бюро Концерну ППО «Алмаз-Антей» імені академіка О. А. Расплетіна — системоутворююче підприємство оборонно-промислового комплексу Росії, що займається розробкою зенітних ракетних комплексів (ЗРК) і систем протиповітряної оборони (ППО).

## Історія
Підприємство засноване в 1947 році як «Спеціальне бюро № 1» (СБ-1). Згодом носило також назви:
- 1950-1966 — Конструкторське бюро (КБ-1, п/я 1323);
- 1966-1971 — Московське конструкторське бюро (МКБ) «Стріла»;
- 1971-1988 — Центральне конструкторське бюро (ЦКБ) «Алмаз»;
- 1988-1995 — Науково-виробниче об'єднання (НВО) «Алмаз»;
- 1995-1996 — Акціонерне товариство відкритого типу (АТВТ) «Алмаз»;
- 1996-2001 — ВАТ ЦКБ «Алмаз»;
- 2001-2008 — ВАТ «НВО „Алмаз“»;
- з 2008 року — ВАТ «ГСКБ Концерну ППО „Алмаз-Антей“».

## Діяльність
З 1955 року і по даний час підприємство розробляє і випускає зенітні ракетні комплекси, що становлять основу озброєння радянських та російських військ ППО: С-25, С-75, С-125, С-200, С-300, С-400, С-500. Комплекси С-400 рекламуються виробником як такі, що мають високі тактико-технічні характеристики і поставляються на експорт в дві країн світу: КНР та Туреччину.